# Vaccinium boninense
Vaccinium boninense är en ljungväxtart som beskrevs av Takenoshin Nakai. Vaccinium boninense ingår i Blåbärssläktet, och familjen ljungväxter. Inga underarter finns listade i Catalogue of Life.

## Bildgalleri

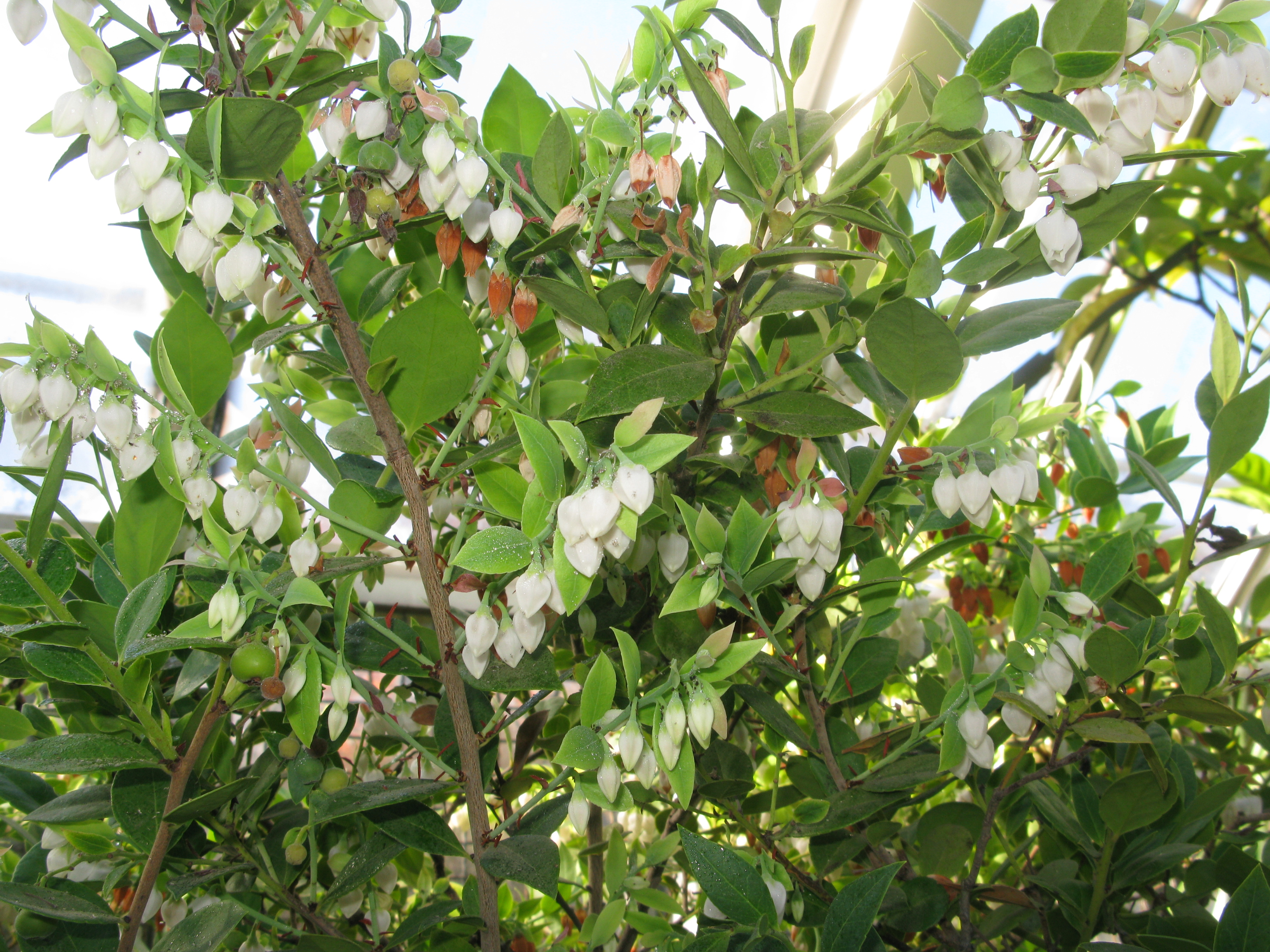
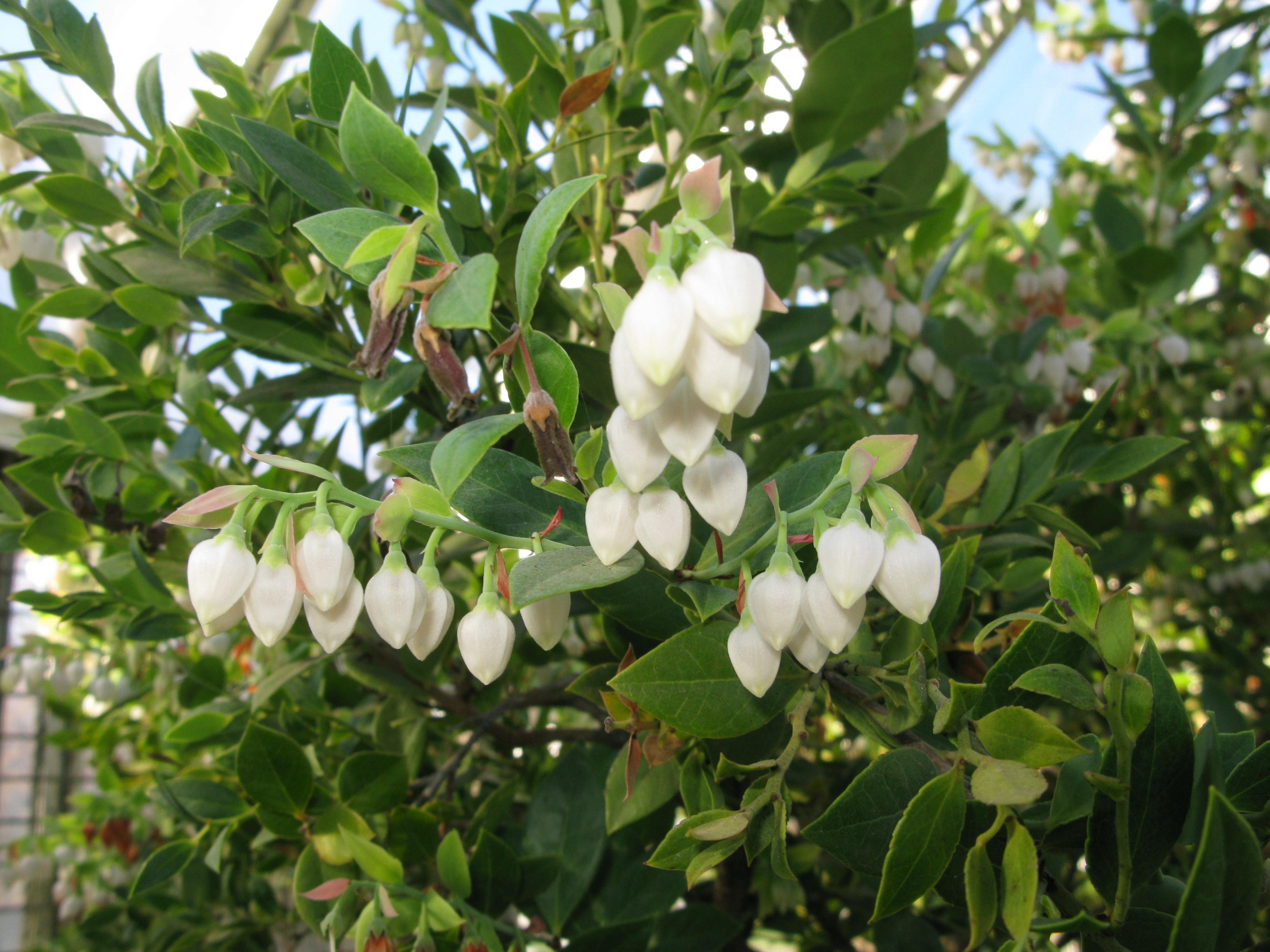
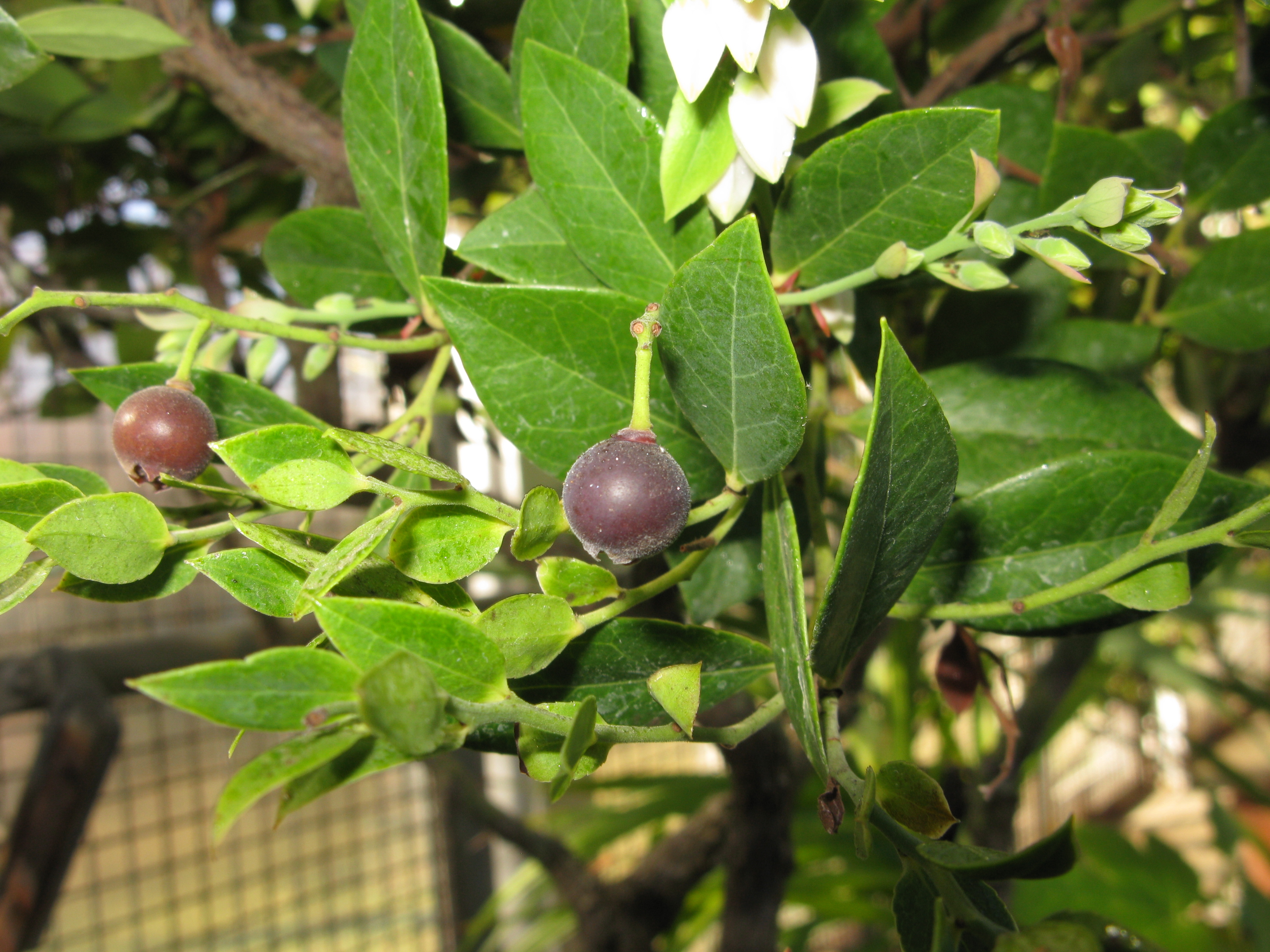